# Manuel Serrat Crespo
Manuel Serrat Crespo (Barcelona, 1942-ibid., 30 de agosto de 2014) fue un editor, novelista, dramaturgo y traductor español.

## Biografía
Hijo del poeta Manuel Serrat i Puig y hermano del actor y director teatral, Xavier Serrat, cursó estudios universitarios de Derecho. Gran viajero, recorrió Asia y África, en especial los países del área francófona y conoció las obras de los autores locales, desconocidos muchos de ellos más allá de sus fronteras. Desde 1956 se volcó en la literatura, en concreto en la traducción del francés, espacio donde destacó tanto por la calidad de su trabajo, como por la variedad de autores, rigor y exigencia en el oficio. Fue, en palabras del diplomático francés, Bernard Valero, «uno de los mosqueteros de Alexandre Dumas, y más concretamente, Porthos, el más grande, el más batallador, el más locuaz, el más atractivo», por su defensa cerrada del oficio y la exigencia ante las editoriales de que se reconociera el trabajo de los buenos traductores.
Tradujo la obra de Daniel Pennac (que lo convirtió en personaje de una de sus novelas), de Jean Cocteau, Jules Vallès, Marcel Proust, Honore Balzac, Stendhal, o Assia Djebar, entre muchos, centenares de títulos, y colaboró con frecuencia con la Universidad Autónoma de Barcelona en su Departamento de Filología Francesa y Románica. Como editor, destaca la de Los cantos de Maldoror, de Lautréamont (Editorial Cátedra) y como autor, no se quedó atrás con algunas obras singulares como Autopista 69 (1969), El caníbal: ceremonia antropofágica (1973), Anna o la venganza (1988) o Maruyme, diario de viaje, un estudio profundo sobre un inexistente poeta japonés. Fue también director de la revista Assaig de Teatre.
Miembro del Conseil Européen des Associations des Traducteurs Littéraires (CEATL) y de la Asociación Colegial de Escritores de Cataluña (ACEC), no solo por su obra, sino también «por su carácter de agitador del diálogo intercultural y activista en la construcción de puentes afectivos», en 1999 fue nombrado Chevalier dans l'Ordre des Palmes Academiques y, en 2003, Officier des Arts et des Lettres de la República Francesa. En 2014, ya fallecido, el gobierno de España le otorgó la Medalla de Oro al mérito en las Bellas Artes.